# 三菱Space Star
三菱Space Star（日语：三菱・スペーススター）乃日本三菱汽車自1998年至2006年之間，由旗下的荷蘭汽車（VDL Nedcar前身）所製造發售的迷你多功能休旅車，僅限於歐洲市場。2012年起在泰國製造發售的第六代三菱Mirage欲引進歐洲，卻因名稱的法律問題改稱「三菱Space Star」。

## 歷史

### 第一代（1998年-2006年）
1998年 - 3月舉辦的第67屆日内瓦汽車展上公開展示概念車「三菱SPACESTAR」，同年10月舉辦的巴黎車展正式發表市售版。這款僅限於歐洲市場販售的車，由荷蘭汽車（NedCar，即VDL Nedcar前身）組裝製造，其底盤平台與三菱Carisma、第一代富豪S40/V40共用。依據歐洲各國不同的市場特性，動力來源搭載1.0L直列四缸DOHC 3A90型、1.6L直列四缸DOHC 4G92型、1.8L直列四缸DOHC 4G93型，或者1.9L直列四缸DOHC F9Q DI-D型柴油引擎等。
2002年 - 進行小改款，變更車頭進氣壩、前保桿之設計，尾燈的方向燈由方形改成圓形。
2006年 - 正式停產。

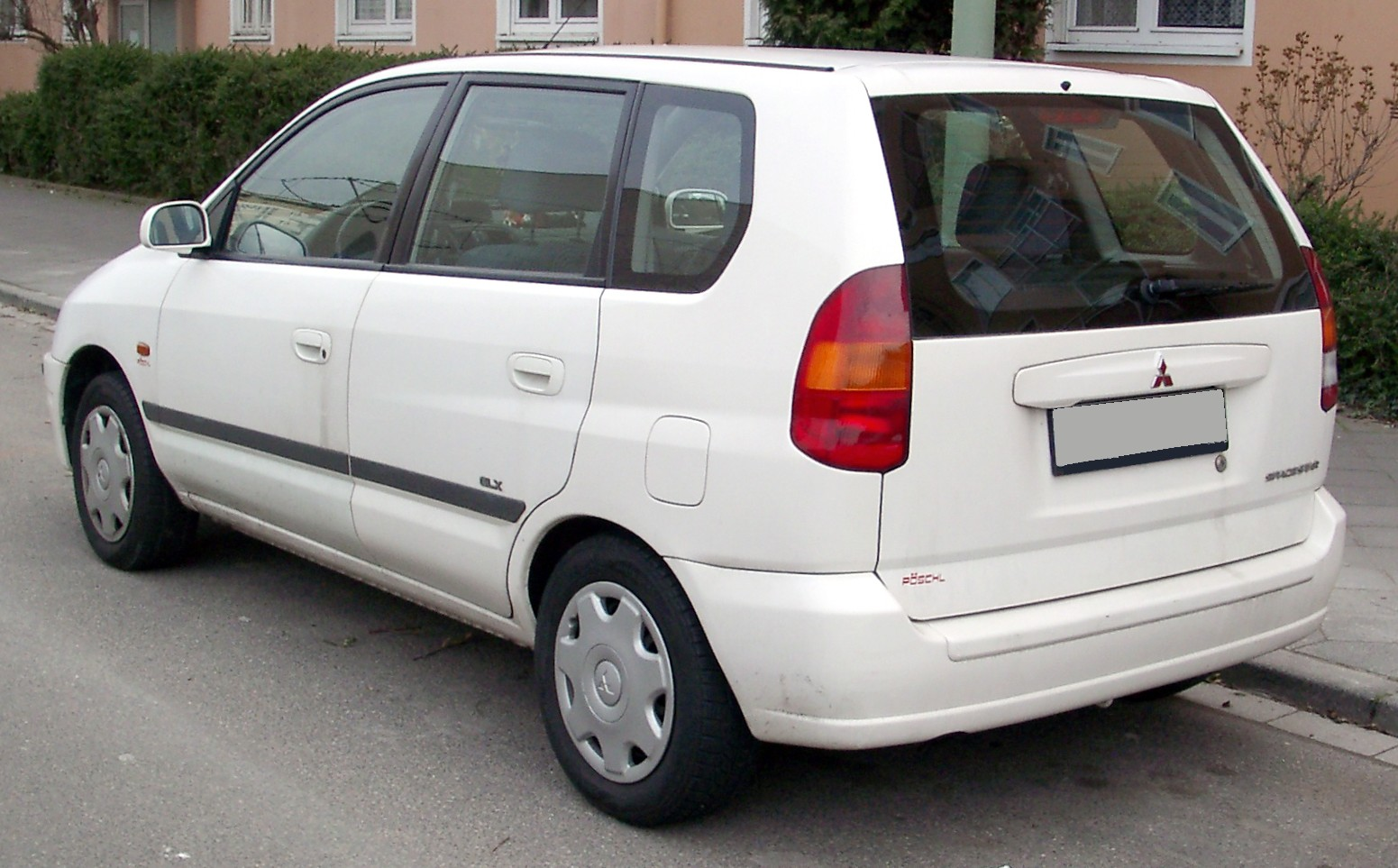
前期型車尾
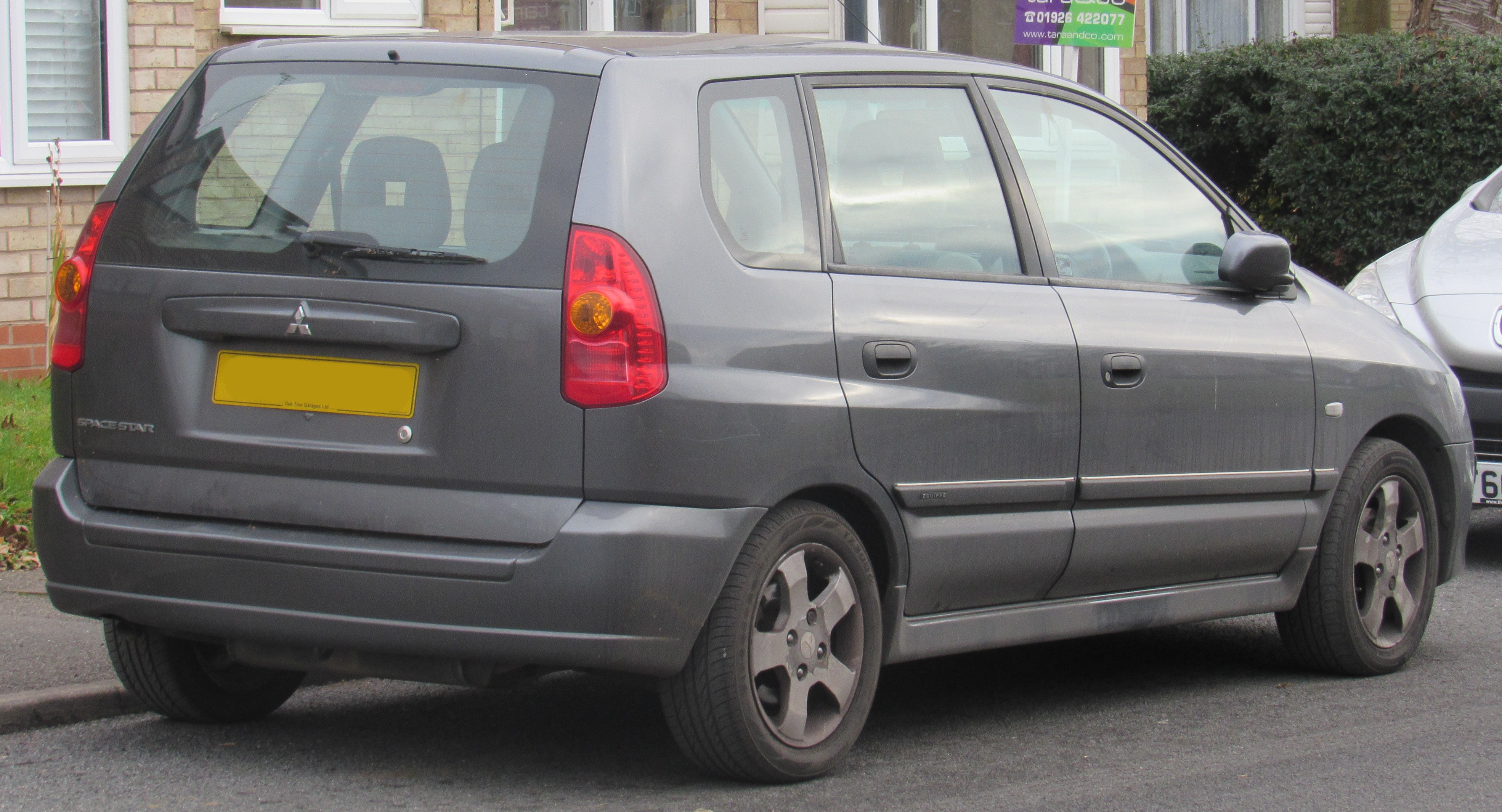
後期型車尾
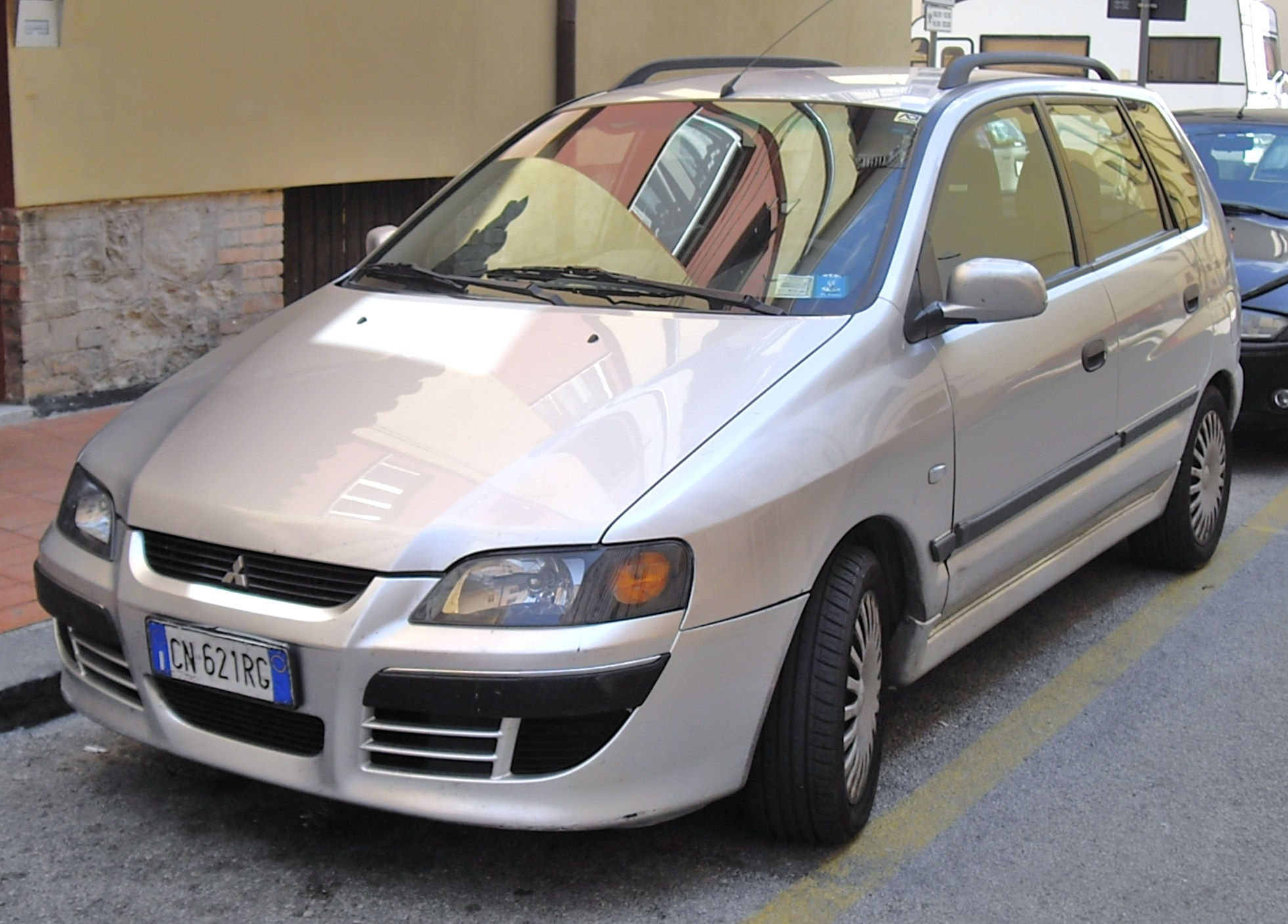
後期型車頭
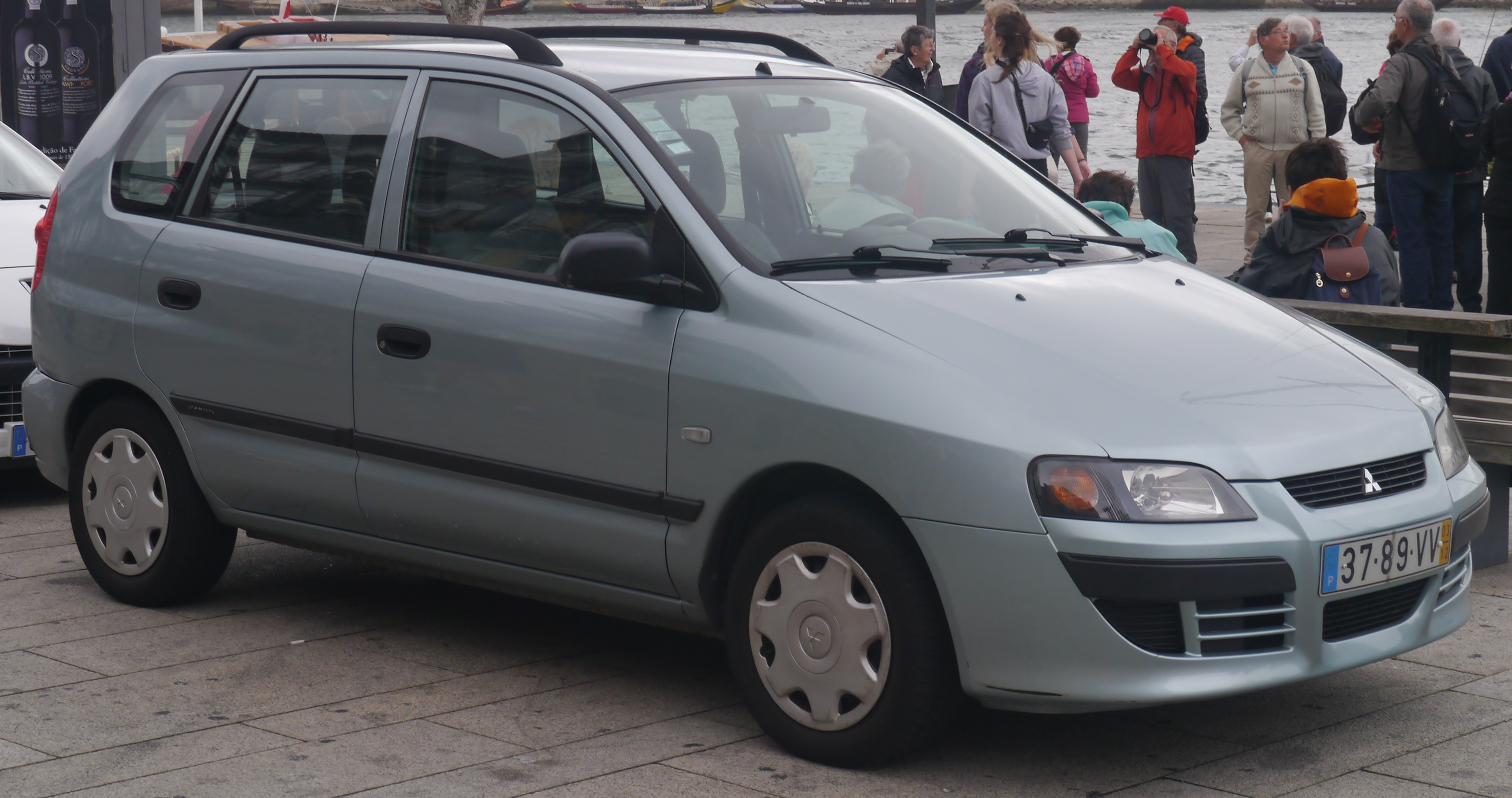

### 第二代（2012年迄今）

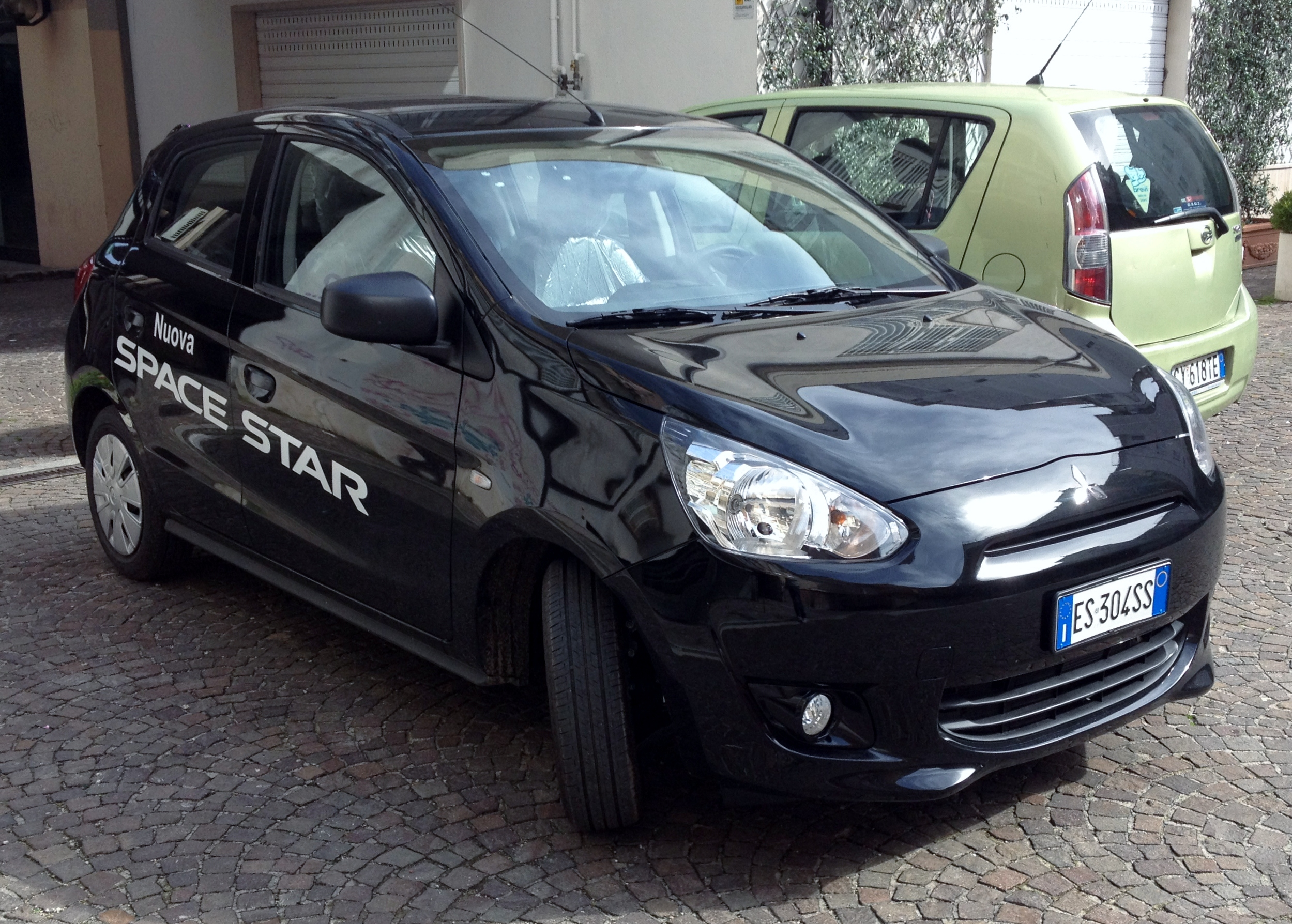
歐洲版的第六代Mirage稱作Space Star

2012年 - 原廠推出第六代三菱Mirage，歐規版卻因車名的法律問題改成「三菱Space Star」。

## 外部連結
- （德文）德國官方網站 （页面存档备份，存于）